# Ravinder N. Maini
Sir Ravinder Nath Maini (Ludhiana, 17 novembre 1937) è un medico indiano.
È inoltre professore emerito presso l'Imperial College London. Ha diretto il Kennedy Institute of Rheumatology.

## Biografia
Maini è nato a Ludhiana, Punjab, India britannica, da Sir Amar Maini, un avvocato nato in Kenya e politico ugandese, e dalla di lui consorte, Sam Saheli Mehra. Il suo fratello minore è Yoginder Nath Tidu Maini. Ravinder ha conseguito il baccalaureato al Sidney Sussex College di Cambridge. Negli anni 1980, Maini e il collega Marc Feldmann identificarono il TNF alpha come una citochina chiave nel processo dell'artrite reumatoide.

## Riconoscimenti
- 2000: Premio Crafoord.[3]
- 2002: Premio Cameron in Terapeutica dell'Università di Edimburgo
- 2003: Cavalierato
- 2003: Premio Lasker-DeBakey per la ricerca medica clinica.[4]
- 2004 Premio Fothergillian dalla London Medical Society[5]
- 2007 Membro eletto come Fellow of the Royal Society[6]
- 2008: Premio Dr. Paul Janssen per le Ricerche Biomediche insieme a Marc Feldmann.[7][8]
- 2010 Premio Ernst Schering dalla Fondazione German Schering insieme a Marc Feldmann.[9]

È membro onorario della Società Britannica di Immunologia.